# Fabliau

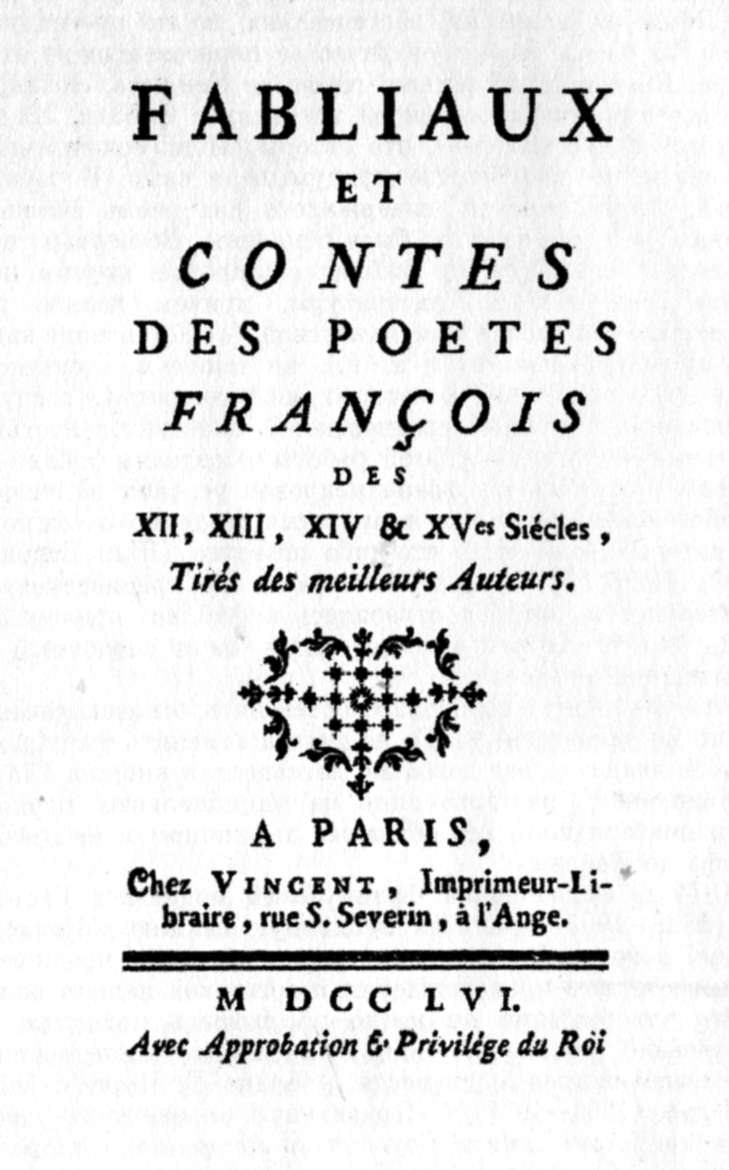
Fabliaux et contes, 1756

Ein Fabliau (auch Fablel) ist eine mittelalterliche französische Schwankerzählung in Versen, von Spielleuten (jongleurs) in satirischer Absicht vorgetragen.
Die meist anonymen Stücke kamen im nordöstlichen Frankreich des 13. Jahrhunderts in Mode. Fabliaux hatten sehr oft eine unzüchtige Handlung und stellten gehörnte Ehemänner, gierige Geistliche und dummes Landvolk zur Schau. Die Darstellung der ländlichen Bevölkerung scheint allerdings von der Zielgruppe abzuhängen, für die das Fabliau geschrieben wurde. Vermutlich dem Adel zugedachte Stücke zeigten das Landvolk (vilains) dumm und gemein, während Stücke, die für die niederen Klassen geschrieben wurden, oft berichteten, wie es sich gegen die Geistlichkeit durchsetzt.
Längere mittelalterliche Gedichte, wie die Geschichte von Reineke Fuchs (Le Roman de Renart) und den Canterbury Tales von Geoffrey Chaucer haben ihren Ursprung in einem oder mehreren Fabliaux. Je nachdem, wie eng man den Begriff fasst, sind 150 dieser Stücke überliefert. Zu Beginn des 16. Jahrhunderts begann ihre Bedeutung zu schwinden. Sie wurden durch kurze Prosaerzählungen abgelöst. Ihr Einfluss auf die französische Literatur, speziell auf Molière, Jean de La Fontaine und Voltaire wirkt aber bis heute nach.

## Beispiele
- „L’enfant de neige“ (Das Schneekind) ist eine Geschichte von bemerkenswert schwarzem Humor. Ein Händler kehrt nach zweijähriger Abwesenheit heim und findet seine Frau mit einem neugeborenen Sohn vor. Sie erklärt ihm, an einem verschneiten Tag eine Schneeflocke verschluckt zu haben, während sie an ihren Gatten dachte, und von dieser schwanger geworden zu sein. Beide geben vor, an das Wunder zu glauben und erziehen den Knaben bis zum Alter von 15 Jahren. Dann nimmt ihn der Vater mit auf eine Handelsreise nach Genua, wo er ihn in die Sklaverei verkauft. Auf Befragen seiner Ehefrau erklärt er ihr, dass die italienische Sonne hell und heiß darnieder gebrannt habe und der von einer Schneeflocke gezeugte Sohn in der Hitze geschmolzen sei.
- „La vielle gui graissa la patte de chevalier“ (Die alte Frau, die dem Ritter die Hand schmierte)
- „Estula“
- „Le Pauvre Clerc“ (Der arme Angestellte)
- „La Couverture partagée“ (Das geteilte Versteck)
- „Le Prêtre qui mangea les mûres“ (Der Priester, der Maulbeeren aß)
- „Le Chevalier qui fit les cons parler“ (Der Ritter, der die Fotzen sprechen ließ)
- Rustebeuf (* vor 1250, † um 1285), ein französischer Dichter und Vorläufer François Villons, schrieb unter anderem Fabliaux.

## Ausgaben
- Robert Hellman: Fabliaux. Ribald Tales from the Old French. Greenwood Press, Westport, Con. 1976, ISBN 0-8371-7414-7 (englische Übersetzung von 21 Fabliaux; Nachdr. d. Ausg. New York 1965).
- Ingrid Strasser (Hrsg.): Von Lieben und Hieben. Altfranzösische Geschichten. 16 Fabliaux (Fabulæ mediævales; Bd. 4). Böhlau Verlag, Köln 1984, ISBN 3-205-06520-4 (übersetzt durch die Herausgeberin).
- Elisabeth Blum (Hrsg.): Fabliaux. Erotische Geschichten aus dem Mittelalter. Wieser Verlag, Klagenfurt 2004, ISBN 3-85129-482-3 (übersetzt durch die Herausgeberin).